# (4459) Nusamaibashi
(4459) Nusamaibashi (1990 BP2) – planetoida z pasa głównego asteroid okrążająca Słońce w ciągu 3,39 lat w średniej odległości 2,25 j.a. Odkryta 30 stycznia 1990 roku.